# Sobras

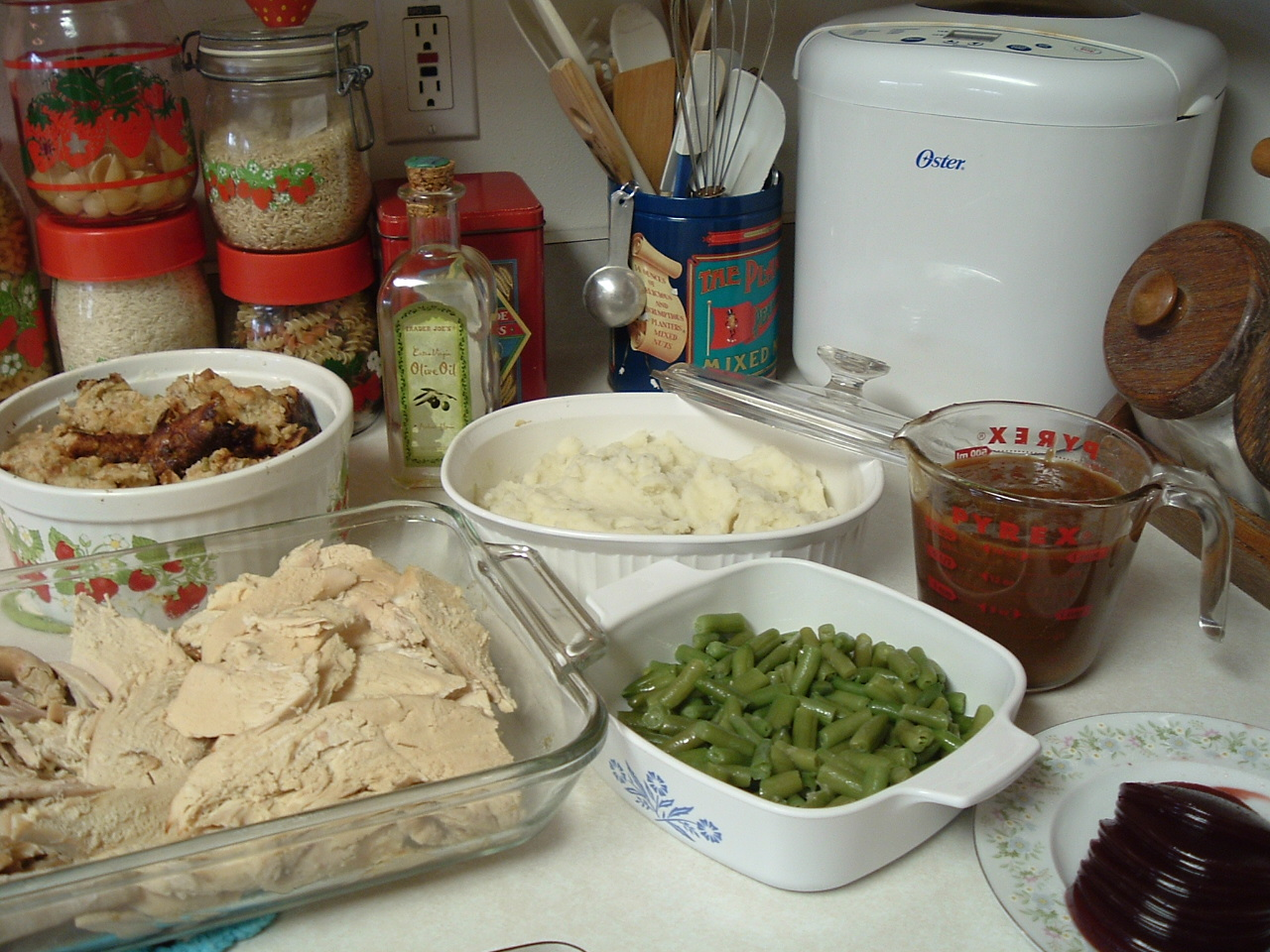
Sobras de una comida festiva estadounidense: puré de patata, gravy, salsa de arándanos, judías verdes y pavo.

Se llama sobras a los restos comestibles que no se consumen o que quedan de una comida cuando todos los comensales terminan. Los restos que no se consideran comestibles (como huesos y pieles de algunas frutas y verduras) no se consideran sobras, sino basura. Aunque puede considerarse también como sobras aquellos alimentos que tras haber sido procesados en la cocina, no salen finalmente al consumidor. El saberlas emplear en nuevos platos a veces es objeto de estudio en libros de cocina.

## Usos
El destino de las sobras depende de dónde se haya realizado la comida, las preferencias de los comensales y las costumbres sociales. Las sobras caseras se guardan con frecuencia para tomarse más tarde, lo que se ve facilitado por el entorno privado y la presencia de frigoríficos, envases herméticos y demás facilidades que ayudan a conservarlas. Algunas sobras pueden comerse frías directamente del frigorífico, mientras otras pueden calentarse en horno microondas o convencional, o mezclarse con ingredientes adicionales y cocinarse para preparar nuevos platos, como croquetas, sándwiches o bubble and squeak.
Las recetas que incluyen sobras son bastante comunes en la cocina de todo el mundo, y muchas fueron creadas antes de que existiesen frigoríficos y envases herméticos que facilitaban su conservación. Además de capturar nutrientes de huesos por lo demás incomestibles, los caldos suponen una base excelente para añadir trocitos de sobras que por sí solo resultan demasiado pequeños para constituir una comida. Las cazuelas, paellas, arroces fritos y pizzas también pueden usarse con este fin, e incluso pueden haber sido inventados como medio de utilizar las sobras.  El fondue es un plato que en sus orígenes se preparaba como una manera de utilizar los quesos sobrantes que ya estaban endureciéndose.
Como parte de las tendencias de cuidado al medioambiente y la ecología, así como también para hacer frente a situaciones de escasez alimentaria y evitar al máximo el desperdicio alimenticio, la reutilización de las sobras en platos de comida se han fomentado como parte de las políticas de reciclaje de alimentos.

## Costumbres
En los Estados Unidos es costumbre que las sobras de una comida en restaurante pueden dejarse para que sean desechadas por este, o llevarse a casa por parte de los comensales para consumirlas más tarde. Para poder transportar las sobras, el comensal puede pedir que se las envasen. El envase usado para sobras suele llamarse bolsa para el perro (doggy bag), nombre que procede de la pretensión eufemística de que la comida le será dada a la mascota del comensal en lugar de ser consumida por este.
En Chile, se le conoce coloquialmente con el término de «Lumami» — como acrónimo de comida del lunes, martes y miércoles — a un tipo de comida que se prepara con las sobras de comida de varios días.